# Пам'ятник Тарасові Шевченку (Чернівці)
Пам'ятник Тарасові Шевченку в Чернівцях — повнофігурний монумент Тарасу Григоровичу Шевченку в місті Чернівцях. Встановлений у 1999 році у самому середмісті — нижній частині Центральної площі. Автори — українські скульптори Микола Лисаківський та Петро Лемський.

## Опис
Пам'ятник являє собою бронзову постать зрілого Шевченка, встановлену на прямокутному постаменті з червоного граніту. Кобзаря зображено в русі, його правиця зігнута й торкається грудей, погляд поета звернутий до глядачів.
Серед критиків образу чернівецького монумента Кобзареві існує думка, що постать Шевченка виглядає дещо переобтяженою, наявна незначна диспропорція, зокрема занадто великими є руки. Є нарікання й на місце встановлення пам'ятника — у «закутку» нижньої частини центральної площі.

## Історія пам'яті й пам'ятника Шевченка в Чернівцях

### З історії вшанування Шевченка на Буковині
Тарас Шевченко ніколи не бував на Буковині, але ще за життя його творчість стала відомою в краї. Слово Кобзаря зазвучало в Чернівцях уперше на межі 50—60 років XIX століття у середовищі «молодорусинів» — передової української молоді, яка під впливом ідей європейської «Весни народів» (революцій 1848—49 років) будила національну самосвідомість місцевих українців та обстоювала їхню спорідненість із співплемінниками з Наддніпрянщини. Твори Шевченка, в першу чергу «Кобзар» знайшли гарячий відгук і в представників місцевої інтелігенції.
Культ Кобзаря на Буковині було започатковано 29 лютого (за старим стилем) 1864 року скорботним вшануванням смерті Великого українця в новозбудованій церкві святої Параскеви. Вже у 1880-х роках започатковано традицію чергові шевченківські дати відзначати національними «академіями»-концертами і читаннями (від 1889 року вони стали щорічними). Чимало для підйому національної свідомості українців-буковинців, в тому числі й засобом популяризації творчості Тараса Шевченка, зробило засноване у 1869 році українське товариство «Руська Бесіда». На початку ХХ століття краяни не раз виїздили на могилу Тараса Шевченка.

СРСРівський б'юст Шевченка

Показовим фактом є те, що коли в умовах царату у «великій» Україні було накладено заборону на святкування століття від дня народження Тараса Шевченка (1914 рік), на Буковині цю знаменну подію відзначали легально. Міська влада, а серед її представників у той час було обмаль українців, навіть дала дозвіл на спорудження в Чернівцях пам'ятника Кобзареві, задля чого українські товариства створили фонд зі збору коштів. Ще раніше (від 1909 року) було перейменовано одну з вулиць міста на честь Шевченка, й ця назва, одна з небагатьох, втрималася і за окупаційного румунського режиму. Проте, встановити пам'ятник Шевченкові на початку XX століття не вдалося.
За СРСР вшанування Кобзаря нерідко було формальним, а ідея «будителя нації» підмінювалася образом «народного революціонера». Відтак, постать Шевченка було вшановано у вигляді пам'ятника, та це було непоказне погруддя, «сховане» у парку Ю. Федьковича неподалік головного комплексу корпусів Чернівецького університету. Цей бюст стоїть і понині.

### Пам'ятник Шевченку
Від 1990-х років (з незалежністю України) в місті постало питання про гідне монументальне вшанування Тараса Шевченка в людному місці у центральній частині Чернівців.
Наприкінці 1990-х років було остаточно визначена ділянка для майбутнього монумента — в нижній частині головного чернівецького майдану — Центральної площі, з тим, щоб він завершував ідейно простір і вписався органічно в середмістя. Відтак було оголошено конкурс, на якому переміг проект місцевих, чернівецьких скульпторів Петра Лисаківського та Миколи Лемського. Відливали бронзову скульптуру Кобзаря у Львові.
Урочисте відкриття пам'ятника Тарасові Шевченку, що відбулося 25 травня 1999 року, було приурочено до зустрічі в Чернівцях президентів України, Румунії та Молдови.
Від самого відкриття чернівецький пам'ятник став місцем зборів інтелігенції, українських національних сил, молоді. Існує стала традиція покладання квітів і проведення мітингів біля пам'ятника Кобзареві в Чернівцях не лише у щорічні шевченківські дати, а й з приводу національних і державних свят, визначних для історії країни подій. Так, у часи Помаранчевої революції (листопад 2004 — січень 2005 року) са́ме навколо пам'ятника Шевченкові гуртувалися чернівецькі протестувальники проти владного свавілля.

## Скандали
На жаль, з чернівецьким пам'ятником Шевченкові пов'язано декілька неприємних фактів:
- у травні 2006 року розгорівся справжній скандал, пов'язаний з тим, що на монументі, якому щойно виповнилося 7 років, з'явилися тріщини. Щоб з'ясувати причини такої ситуації, згідно з розпорядженням Чернівецького міського голови, створили спеціальну комісію, в ході роботи якої виявилось, що під час спорудження пам'ятника, здійснюваного в прискореному режимі, припустились значних технічних огріхів, а також не врахували дії вологи на пам'ятник, який стоїть у нижній частині майдану. В результаті своєчасного втручання це недоладдя було усунуто, зокрема й за допомогою дренажних отворів[3].
- наприкінці 2009 року група молодиків, студентів місцевого вишу вчинила глумління над пам'ятником, за що вже на початку 2010 року головний виконавець дістав доволі жорстке, але справедливе покарання у вигляді судового вироку[4].

## Галерея

Тривають роботи зі встановлення пам'ятника Тарасові Шевченку в Чернівцях, весна 1999 року
Пам'ятник при трохи більшому наближенні

## Виноски
1. ↑  Пам'ятник Великому Кобзареві // Чеховський І. Прогулянка Чернівцями та Буковиною. Путівник., К.: Балтія-Друк, 2008, стор 96
2. ↑  Ткач Алла «Шевченко і Буковина», семінар-дослідження на www.ukr-in-school.edu-ua.net [Архівовано 30 січня 2009 у Wayback Machine.]
3. ↑  Чорней Юрій (Чернівці) Шевченко дав тріщину. Чернівці по-своєму долучилися до 145-ї річниці перепоховання праху Тараса Шевченка в Україні, яку громадськість традиційно відзначає 22 травня. // газ. «Львівська газета» № 90 (897), 2006 рік
4. ↑  За глумління над пам'ятником Тарасу Шевченку до 2,5 років засудили студента ЧНУ на buknews.cv.ua[недоступне посилання з липня 2019]